# Janus (Protokoll)
Janus und Hydra sind serielle, asynchrone Netzwerkprotokolle zum meist automatischen Übertragen von Dateien zwischen Rechnersystemen. Verwendung fanden diese Protokolle vor allem im Bereich der Mailbox-Szene bis Ende der 1990er Jahre. In heute üblichen IP-basierenden Netzen haben diese Protokolle praktisch keine Bedeutung mehr.
Als wesentliche Erweiterung gegenüber vergleichbaren Dateitransferprotokollen wie XModem oder ZModem benutzt diese Protokollgruppe den Rückkanal auch zur Dateiübertragung. Diese sogenannten bidirektionalen Protokolle wie Janus und Hydra übertragen Dateien gleichzeitig in beiden Richtungen und haben im Header Felder für die Quittungen der jeweiligen Gegenrichtung.
Der Einsatz dieser Protokolle ist vor allem im Bereich von automatischen Mailboxsystemen wie FidoNet oder Z-Netz gegeben. Dies sind Nachrichtensysteme, welche über Telefonleitungen mittels Modems untereinander verbunden sind und ihre Nachrichten periodisch durch Anwahl von benachbarten Stationen untereinander austauschen. Dabei werden von beiden Kommunikationsseiten, vom sogenannten Mailer, zunächst die zu verschickenden Nachrichten in einem Datenpaket zusammengefasst. Bei der Übertragung mittels bidirektionaler Protokolle wie Janus kann dann der Dateitransfer dieser Datenpakete in beide Richtungen zeitgleich erfolgen. Im Extremfall, bei gleich langen Datenpaketen auf beiden Seiten, kann so die halbe Übertragungszeit eingespart werden. Wesentlich ist diese Erweiterung deswegen, da die üblichen Telefonverbindungen meist mittels Zeittakt abgerechnet werden und diese Protokolle somit kürzere Verbindungszeiten ermöglichen.